# Alessandro Masi
Alessandro Masi (Marino, 12 luglio 1960) è uno storico dell'arte italiana.
Dal 1999 ricopre la carica di Segretario Generale della Società Dante Alighieri.
Docente di “Storia dell’Arte Contemporanea” e di “Arte contemporanea, critica e modelli espositivi” presso l’Università Telematica Internazionale UniNettuno.
È stato responsabile della rubrica Parole ritrovate su Sette, supplemento del Corriere della Sera.

## Biografia
Dopo aver conseguito la maturità scientifica, Alessandro Masi si laurea nel 1986 presso la Facoltà di Lettere dell’Università “La Sapienza” di Roma, con una tesi in Storia dell’Arte Contemporanea incentrata sul pittore informale Emilio Vedova, dal titolo “Emilio Vedova. Gli anni giovanili”. 
L’anno successivo entra nella Scuola di Specializzazione di Storia dell’Arte Medioevale e Moderna della stessa Facoltà, diretta da Corrado Maltese.

### Attività accademica
In quegli stessi anni (1986-1988) è il Titolare di Cattedra di Storia dell'Arte Moderna e Contemporanea presso la Scuola di Restauro di Roma sotto la direzione di Gian Luigi Colalucci, dando così inizio alla sua carriera accademica che prosegue per tutti gli anni '90 con ruoli presso la Facoltà di Architettura dell'Università "La Sapienza" di Roma, il "Centro di cultura" dell'Università del Molise, e il Dipartimento degli Studi Umanistici dell'Università della Calabria.

### Attività di promozione della cultura italiana
Nel 1995 diviene Responsabile Relazioni Culturali della Società Dante Alighieri, istituzione culturale italiana fondata nel 1889 da un gruppo di intellettuali guidati da Giosue Carducci che tutt'oggi prosegue nel suo intento di tutelare e diffondere la lingua e la cultura italiana nel mondo. Dal 1996 è Membro della Commissione Nazionale per la Promozione della Cultura Italiana all’Estero, sotto la responsabilità del Ministero degli Affari Esteri italiano.
Tra il 1997 e il 2011 è Responsabile e Direttore di diversi musei italiani, come il Museo Civico "Irpino" (dal 1997), il Museo "Emilio Greco" di Sabaudia (2001), il Museo Civico “Umberto Mastroianni” di Marino (2006) e il Museo Civico “Pericle Fazzini” (2011).
Il suo impegno nella divulgazione di arte e cultura italiana a fini accademici, ma anche didattici, gli hanno permesso di raggiungere la carica di Segretario Generale della Società Dante Alighieri nel 1999, sotto la presidenza di Bruno Bottai.
Dal 2023 è Vicepresidente esecutivo della Società Dante Alighieri.
Dal 2024 è il Presidente del Premio Letterario Città di Castello.
Dal 2024 è giurato del premio Learn Italy International Award.
Dal 2025 è membro della Giuria del Premio Internazionale Ignazio Silone.

### Attività di stampa e informazione
Iscritto all’Ordine Nazionale dei Giornalisti nel 2005, ha collaborato occasionalmente con i quotidiani “Avvenire”, “La Provincia pavese”, “Roma” e Direttore Editoriale della rivista d'arte Terzocchio.
Nel primo decennio degli anni duemila continua a collaborare con testate come il mensile "Capital" (2009), il mensile “Il viaggio del Sole” del Sole24Ore (2010-2012), il settimanale “Io Donna” del Corriere della Sera (2011) e il settimanale “Sette” del Corriere della Sera (2012-2014) e della rivista telematica “Artwireless” portale che aspira alla costruzione di una rete di musei, gallerie ed eventi culturali attraverso l'offerta di servizi digitali.
Dal 2018 collabora stabilmente con il programma televisivo "Terza Pagina", in onda su Rai 5, in cui interviene in qualità di esperto di lingua e cultura italiana su temi di attualità dal punto di vista storico e artistico.
È stato consulente scientifico per il film documentario "Ombre Elettriche" di Giuseppe Sansonna prodotto da Rai Cultura, nel 2019. Il documentario tratta la vita e lo stile dell'arte anni '60, da due punti di vista: quello di Roma e quello di Londra.
Dal 2023 tiene una rubrica di libri all'interno della trasmissione televisiva "Il caffè" di Rai 1 ed è tra gli storici dell'arte protagonisti della trasmissione Dorian - L'arte non invecchia in onda su Rai 5, un viaggio nel patrimonio delle Teche Rai alla scoperta dei protagonisti del mondo dell'arte italiana del Novecento.

## Opere principali
- Umberto Mastroianni. Dies irae (con poesie di Jean Cassou), Roma, Ed. Rossi&Spera, 1987
- Un’arte per lo stato. Dalla nascita della Metafisica alla Legge del 2%, Napoli, Ed. Marotta&Marotta, 1991
- Giuseppe Bottai. La politica delle arti. Scritti 1918-1943, Roma, Ed. Editalia, 1992 (2° ristampa 2009)
- Di tutto un Pop: aspetti dell’arte figurativa in Italia negli anni Sessanta, Ed. AXA, Roma, 1994
- Zig-Zag. Il romanzo futurista, Milano, Ed. Il Saggiatore, 1995 (2° ristampa 2009);
- Direttore editoriale della Collana “Parabola. Scritti d’artista”, Città di Castello, Ed. Edimond, 1999
- Alberto Sughi. La vita nuova di Dante. Catalogo della mostra, pubblicato da Silvana Editoriale. (Roma, 30 maggio-30 giugno 2003)
- Jekyll, Hide e lo strano caso dell’arte contemporanea, Roma, Ed. Luca Sossella, 2006
- L’italiano delle parole, Roma, Ed. Anemone Purpurea, (2° ristampa 2006)
- Emilio Vedova. 1935-1950. Gli anni giovanili, Città di Castello, Ed. Edimond, 2007
- Storia dell’arte italiana. 1909-1942, Città di Castello, Ed. Edimond, 2007
- L’occhio del critico. Storia dell’arte in Italia tra Ottocento e Novecento, Firenze, Ed. Vallecchi, 2009
- Aspetti del futurismo in Italia e in Sardegna, Roma, Ed. Aracne, 2011
- Paese che vai, italiano che trovi, Roma, Ed. Edilet, 2012
- Lo statuto dell'opera d’arte. Marketing, gestione e comunicazione del prodotto culturale, Milano, Ed. Il Sole 24 Ore, 2013
- Giorgio Vasari tra parola e immagine. Atti delle giornate di studio (Firenze, Palazzo Vecchio, 20 novembre 2010 e Roma, Palazzo Carpegna-Palazzo Firenze, 5 dicembre 2011), Roma, Aracne, 2014
- Le parole ritrovate (a cura di G. Cardillo), Roma, Società Dante Alighieri, 2017
- Idealismo e opportunismo della cultura italiana. 1943-1948, Milano, Ed. Mursia, 2018
- Lucio Fontana. Los origines. Mandragora, 2019
- Per una storia dei beni culturali. Dal Medioevo agli anni Duemila: in Italia e nei principali paesi europei, Venosa, Osanna Edizioni, 2020
- In viaggio con l’arte. Dieci racconti illustrati per scoprire la meravigliosa lingua dell’arte (con C.Barbato e G.Chiuchiù), Torino, Ed. Loescher, 2020
- In questo mare di indaffarati della pittura. Un carteggio inedito tra Enzo Brunori e Renato Birolli (1956-1959), Roma, Ed. Castelvecchi, 2021
- Vite parallele. Brandi e Burri. Alessandro Masi. Giulio Perrone Editore. Roma, 2021
- Sisto V e Pericle Fazzini – Gloria e Memoria. Catalogo mostra, De Luca Editori d’arte, 2021
- L'artista dell'anima. Giotto e il suo tempo. Alessandro Masi. collana I Colibrì, Neri Pozza Editore, 2022
- L'occhio di Medusa. Collana / Appropriè, NFC Edizioni, 2022
- Novecento. Cronache d'arte del secolo breve. Luoghi interiori, 2023
- Fazzini. Lo scultore del vento. De Luca Editore, 2023
- La Divina commedia illumina l'Abruzzo. Fondazione Pescarabruzzo, 2023
- Vita maledetta di Benvenuto Cellini. Neri Pozza, 2023